# Sukamaju (Way Sulan)
Sukamaju is een bestuurslaag in het regentschap Lampung Selatan van de provincie Lampung, Indonesië. Sukamaju telt 1963 inwoners (volkstelling 2010).